# Bāqerābād (ort i Kurdistan)
Bāqerābād (persiska: باقل آباد, باقر آباد, Bāqelābād, Bāqlābād, باقلاباد) är en ort i Iran.   Den ligger i provinsen Kurdistan, i den nordvästra delen av landet, 400 km väster om huvudstaden Teheran. Bāqerābād ligger 1 502 meter över havet och antalet invånare är 205.
Terrängen runt Bāqerābād är kuperad åt nordost, men åt sydväst är den bergig.Runt Bāqerābād är det ganska tätbefolkat, med 60 invånare per kvadratkilometer. Närmaste större samhälle är Sarvābād, 16,3 km väster om Bāqerābād. Trakten runt Bāqerābād består i huvudsak av gräsmarker.